# Кастелліно-дель-Біферно
Кастелліно-дель-Біферно (італ. Castellino del Biferno) — муніципалітет в Італії, у регіоні Молізе,  провінція Кампобассо.
Кастелліно-дель-Біферно розташоване на відстані близько 190 км на схід від Рима, 16 км на північ від Кампобассо.
Населення — 556 осіб (2014).

## Демографія
Населення за роками:

Станом на 1 січня 2023 року в муніципалітеті офіційно проживало 36 іноземців з 11 країн, серед них 3 громадяни країн Євросоюзу та 2 громадяни України.

## Сусідні муніципалітети
- Кампольєто
- Лучито
- Матриче
- Морроне-дель-Санніо
- Петрелла-Тіферніна